# Ослів
О́слів — річка в Україні, в межах Народицького району Житомирської області. Права притока Ужа (басейн Дніпра).
Довжина — 15 км, площа басейну — 80,8 км², похил річки — 2,1 м/км. Заплава широка, місцями заболочена і заліснена. Річище слабозвивисте.
Бере початок на південь від села Великі Кліщі. Тече переважно на північ, частково на північний захід. Впадає до Ужа на південний схід від смт Народичі. Над річкою розташовані села: Великі Кліщі та Малі Кліщі.
Притоки: невеликі струмки та меліоративні канали.